# Вајоц Џор
39° 45′ N 45° 30′ E / 39.750° С; 45.500° И
Вајоц Џор (јерм. Վայոց Ձոր) је једна од 11 административних јединица (један од 10 марзева) у Републици Јерменији. Смештен је између Гехаркуника на северу, Сјуника на југу и Арарата на северозападу, те територије Азербејџана на западу и истоку. Са 2.308 km² површине спада у територијално мање административне јединице у земљи и заузима 7,8% целокупне површине државе. Административни центар марза је град Јехегнаџор, а статус града имају још Џермук и Вајк.
Са нешто мање од 56.000 становника ово је најређе насељен део Јерменије (свега 1,7% целокупне популације Јерменије).
Провинција је позната по производњи грожђа и вина сорте саперави (код села Арени). Привредну основу чини пољопривреда и сточарство.

## Географија
Вајоц Џор се налази у јужном делу Јерменије и заузима територију површине 2.308 km². Граничи се са јерменским провинцијама Гехаркуника на северу, Сјуника на југу и Арарата на северозападу, те територије Азербејџана на западу (Нахичеван) и истоку (непризнати Нагорно-Карабах).
Провинција се налази у сливном подручју река Арпа и Ехегис, а са истока је ограничена северним деловима Зангезурских планина. Највећи део територије је планинског и брдског карактера, углавном без шумског покривача. Планине су испресецане бројним клисурама, а само име области долази од јерменске речи која означава клисуру "џор". У јужном делу марза, између горњих токова Арпе и Нахчиванчаја налази се Вајоцџорска планина (висине 3,120 метара) на којој се налази високопланинско језеро Барцруни. Најпознатији пећински систем су Аренске пећине. Главне саобраћајнице, посебно ка Гехаркунику воде преко високих превоја (највиши је Селимски превој на 2.410 м). У горњим деловима тока Арпе су бројни водопади, од којих су највећи водопади код Џермука и Гергера (висине око 60 м). На Арпи је управо код Џермука саграђено вештачко Кечутско језеро из којег вода преко канала отиче ка језеру Севан. Цела област се налази у сеизмички веома активном подручју и кроз историју је била често на удару катастрофалних земљотреса. Бројни су минерални извори, а нарочито је познат Џермукски кисељак.
Природне шуме заузимају свега 4,6% површине. Вегетација је бујнија у јужним деловима који су доста влажнији и где се налазе бројни извори.
Клима је континентална. Зиме су доста хладне док су лета изразито топла. Најтоплији делови су на југу марза, где максималне температуре достижу 40 °C. Падавина има доста мало, у просеку између 300 и 700 мм годишње. Снежни покривач је доста висок током зимског дела године.

## Историја
Подручје Вајоц Џора је као и цела Јерменска висораван насељено од најранијих времена људске историје. Најстарије је насеље Моз које вероватно датира из периода другог миленијума пре нове ере. Током средњег века подручје је било у саставу историјске покрајине Сјуник у оквиру Јерменског краљевства. Из тог периода очуване су бројне цркве и манастири, а посебан значај у духовном, али и културном смислу имали су манастири Нораванк из  века, Танат из  века и Гндеванк из  века.
Посебно је важан био манастир Танат, који се налази 5 км северно од града Јехегнаџора, у оквиру којег је деловао Гладзорски универзитет основан 1282. године. Иако је ова школа била активна само до 1338. за кратко време је постала културни и научни центар целе тадашње Јерменије. Ту су се поред верских предмета изучавали и језици, математика, развијена је била и преписивачка делатност те сликање минијатура, толико својствених јерменском средњевњковном сликарству.
У доба Руске Империје ово подручје је било у саставу Јереванске губерније.

## Демографија
Према подацима статистиче службе Јерменије (АРМСТАТ) Вајоц Џор је најређе насељена провинција Јерменије са свега 55.800 становника у 2010. години (са 1,7% удела у популацији земље), или у просеку 24 ст/км². Године 2002. у марзу је живело 53.230 становника. Основу популације чине Јермени, од којих је велики број расељен из Карабаха након 1990. године.
Марз је у административном погледу подељен на три области које гравитирају ка три градска центра: Јехегнаџору, Џермуку и Вајку и на 41 руралну заједницу. Административни центар је град Јехегнаџор.

## Привреда
Привреда почива на пољопривреди где доминирају мања сеоска домаћинства, а у новије време развија се и планински (зимски резорт Џермук) те верски туризам.
Од најранијих времена у овој области је развијено виноградарство и производња вина. Вино се производи од локалних сорти помешаних са сепарави сортом. Лоза се узгаја у питомијим котлинама на андморским висинама између 1.400 и 1.800 метара. Сточарство и ратарство је знатно слабије развијено.
Важан извор прихода је и флаширање минералне воде „Џермук“.

### Саобраћај
Кроз марз пролазе важне саобраћајнице које повезују северни део земље и главни град Јереван са Сјуником и Ираном на југу и Нагорно Карабахом на истоку. саобраћајно је веома важан и пут Јехегнаџор-Мартуни који овај део Јемреније повезује са Севанским језером.
Планирана је изградња железнице која би повезивала Јереван са Ираном преко Вајоц Џора и Сјуника.

## Галерија
- Вајоц Џор у сликама
- Нораванк
- Црква свете Богородице у месту Арени из 1321.
- Џермук
- Минерални извори код Џермука
- Аренске пећине
- Долина реке Арпа